# Anatolij Solowjanenko

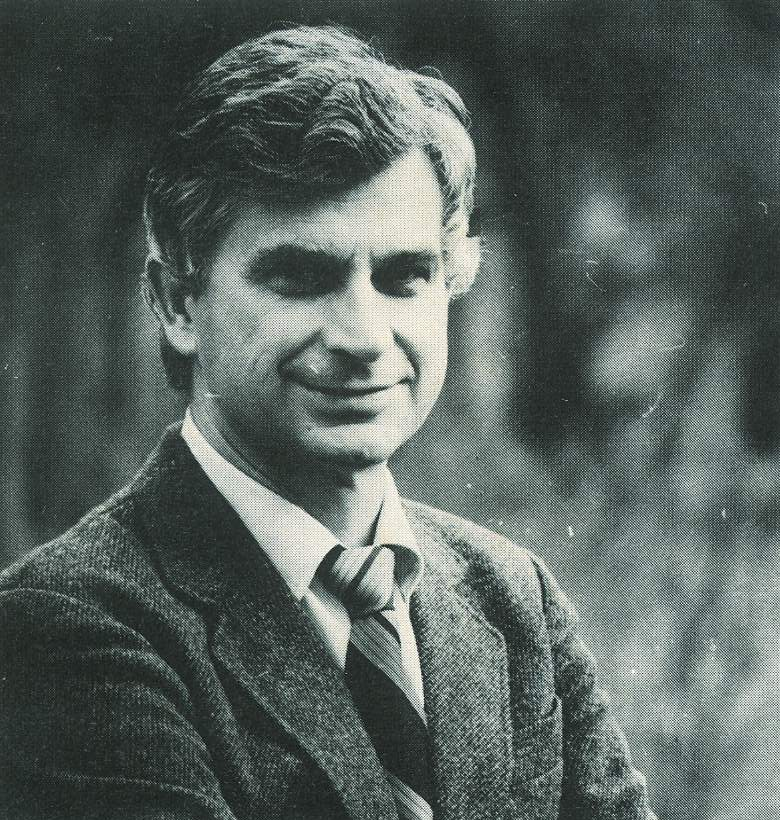
Solowjanenko Oktober, 1984

Anatolij Boryssowytsch Solowjanenko (ukrainisch Анатолій Борисович Солов'яненко; * 25. September 1932 in Stalino, Ukrainische SSR; † 29. Juli 1999 in Kosyn, Oblast Kiew, Ukraine) war ein ukrainischer Opernsänger (Tenor).

## Leben
Zuerst studierte Solowjanenko an der Technischen Universität Donezk und unterrichtete später an dieser Universität. In dieser Zeit hat er von vielen Spezialisten gehört, dass er eine sehr gute Stimme habe, und auch musikalisch sei. Deshalb lernte Solowjanenko Gesang bei Alexander Korobeitschenko, und danach studierte an der Nationalen Musikakademie der Ukraine. Im Jahr 1965 gewann er beim Internationalen Wettbewerb in Neapel den 1. Preis. Solowjanenko war Solist an der Staatlichen Oper in Kiew, Metropolitan Opera in New York und Teatro alla Scala in Mailand. Er war auf vielen bedeutenden Opern- und Konzertbühnen zu Gast, u. a. in den USA, Italien, Deutschland, Frankreich, Japan u. v. m.

## Preise und Auszeichnungen
- 1967: Volkskünstler der USSR
- 1975: Volkskünstler der UdSSR
- 1980: Leninpreis
- 1982: Orden der Völkerfreundschaft
- 1996: Verdienstorden der Italienischen Republik
- 2008: Held der Ukraine